# Recettore degli idrocarburi arilici
Il recettore degli idrocarburi arilici (AhR, dall'inglese aryl hydrocarbon receptor) è una proteina, codificata negli esseri umani dal gene AHR, che svolge l'azione di fattore di trascrizione che regola l'espressione genica.
Inizialmente si riteneva che la funzione principale del recettore fosse quella di interagire con sostanze chimiche xenobiotiche appartenenti alla classe degli idrocarburi aromatici (o arilici, da cui il nome), avendo effetto induttivo sulla famiglia del citocromo P450 che metabolizza queste sostanze. Successivamente si è scoperto che l'AhR può essere attivato o disattivato da svariati derivati indolici endogeni come la chinurenina. Oltre a regolare la produzione di enzimi implicati nei processi metabolici, l'AhR svolge anche un ruolo nella regolazione del sistema immunitario, nel mantenimento delle cellule staminali, e nella differenziazione cellulare.
Il recettore degli idrocarburi arilici è un membro della famiglia dei fattori di trascrizione elica-ansa-elica. L'AhR lega differenti ligandi esogeni come i flavonoidi, i polifenoli e gli indoli presenti in natura nel regno vegetale, così come altri composti di origine sintetica come gli idrocarburi policiclici aromatici e le diossine. L'AhR è un fattore di trascrizione citoplasmatico che normalmente si trova in forma inattiva legato a co-chaperones. In seguito al legame con composti chimici come la 2,3,7,8-tetraclorodibenzo-p-diossina (TCDD) gli chaperones si dissociano e l'AhR si dirige all'interno del nucleo cellulare, dove forma un dimero con l'ARNT (AhR nuclear translocator) causando i conseguenti cambiamenti nella trascrizione genica.